# Jazzmessage from Poland
Jazzmessage from Poland – koncertowy album polskiego trębacza i jego formacji Tomasz Stańko Quintet. 
Nagrania zarejestrowane zostały w Niemczech 28 maja 1972, podczas festiwalu jazzowego w teatrze Parktheater w Iserlohn. Winylowy album wydany został w 1972 przez JG Records, niemiecką wytwórnię założoną przez Karlheinza Klütera (JG 030).

## Muzycy
- Tomasz Stańko – trąbka
- Zbigniew Seifert – skrzypce, saksofon altowy
- Janusz Muniak – flet, saksofon sopranowy, saksofon tenorowy, instrumenty perkusyjne
- Bronisław Suchanek – kontrabas
- Janusz Stefański – perkusja, instrumenty perkusyjne

## Lista utworów
| #        | Tytuł                                   | Czas  |
| -------- | --------------------------------------- | ----- |
| Strona A |                                         |       |
| 1.       | „AEOIOE” (Janusz Muniak, Tomasz Stańko) | 15:31 |
| 2.       | „Heban” (Zbigniew Seifert)              | 6:50  |
| Strona B |                                         |       |
| 1.       | „Piece for Diana” (Tomasz Stańko)       | 27:21 |

## Informacje uzupełniające
- Produkcja – Karlheinz Klüter
- Projekt okładki – W. Rostkowski